# Neun Welten
I Neun Welten sono un gruppo musicale tedesco dedito a un neofolk principalmente strumentale.
Il loro stile musicale è fortemente caratterizzato dalla presenza di vari strumenti classici (soprattutto archi e strumenti a fiato) e dalla atmosfera malinconica che riescono a creare.
Principali fonte di ispirazione per le composizioni dei propri lavori sono la natura e la mitologia norrena, lo stesso nome, tradotto come nove mondi, si rifà a tale tradizione cosmologica, nove sono infatti i mondi in cui è suddiviso l'universo secondo i miti nordici.
Degno di nota è il loro tour del 2007 con Tenhi e Dornenreich
Nel corso degli anni 2018, il bassista italiano Giacomo Astorri è entrato a far parte del gruppo come membro stabile dal 2018. Oltre alla sua attività con Neun Welten, Astorri ha suonato in diverse altre band metal, tra cui The Dogma, Infernal Angels (chitarra), ZAP (basso) e attualmente è membro della band doom metal italiana Stryx (https://www.stryxband.com), il cui album di debutto è in preparazione. Parallelamente alla carriera musicale, Astorri lavora anche come fotografo professionista specializzato in concerti ed eventi.

## Line-up
- Anja Hövelmann - flauto, clarinetto
- Aline Deinert	- violino
- David Zaubitzer - chitarra acustica, violoncello
- Marten Winter	- batteria
- Meinolf Müller - chitarra acustica, scacciapensieri
- Giacomo Astorri - Basso

## Discografia

### Album e EP
| Year | Title            | Format, Special Notes |
| ---- | ---------------- | --------------------- |
| 2001 | Auf Ewig Wald    | MCD                   |
| 2004 | Valg             | MCD                   |
| 2006 | Vergessene Pfade | CD                    |
| 2009 | Destrunken       | CD                    |